# 加藤木賢志
加藤木 賢志（かとうぎ さとし、1978年7月21日 - ）は、日本の男性声優。東京都出身。

## 人物
以前は81プロデュースに所属していた。
声種はバリトン。
趣味・特技はサッカー。

## 後任
加藤木の2010年の所属事務所退所後、持ち役を引き継いだのは以下の通り。 
| 後任       | 役名           | 概要作品               | 後任の初担当                                 |
| ---------- | -------------- | ---------------------- | -------------------------------------------- |
| 逢坂力     | ビヨン・カイル | 『イナズマイレブン』   | 『イナズマイレブン ストライカーズ』          |
| 佐々木啓夫 | ピーター・サム | 『きかんしゃトーマス』 | 第16シーズン16話『ピーター・サムのるすばん』 |

## 出演
太字はメインキャラクター。

### テレビアニメ
1999年
- KAIKANフレーズ（タカヒロ 他）
- ゾイド -ZOIDS-（1999年 - 2000年、衛兵、兵士、帝国兵士 ほか）

2000年
- 銀装騎攻オーディアン（兵士）
- グラビテーション（男、マスター、スタッフA、男A、AD、係員）
- だぁ!だぁ!だぁ!（アナウンサー）
- とっとこハム太郎（山田）

2001年
- サラリーマン金太郎（木村、職員B、学生、組員）
- ZOIDS新世紀Ø（警備員）
- だいすき!ぶぶチャチャ（作業員）
- 逮捕しちゃうぞ SECOND SEASON（ナンパ師）
- パラッパラッパー（ピッチャー）
- ポケットモンスター（芸人）

2002年
- 王ドロボウJING
- 灰羽連盟（カフェのマスター）
- PIANO（神谷）
- プリンセスチュチュ（町の男たち）
- 陸上防衛隊まおちゃん（隊員B、陸の隊員B）
- ロックマンエグゼ シリーズ（2002年 - 2006年、ファイアマン、ドリルマン、ぺんた、係A、電子音声、お兄さん、係員、社員、ナビ8）　- 4シリーズ
- わがまま☆フェアリー ミルモでポン!（男子生徒、配達員、販売員、カラス、不良A、男、男子生徒B）

2003年
- おねがい☆ツインズ（男子生徒）
- カスミン（舟B）
- クロノクルセイド（密輸団部下）
- コロッケ!（バンカーA）
- 金色のガッシュベル!!（見舞い客）
- 住めば都のコスモス荘 すっとこ大戦ドッコイダー（助手、リポーター）
- DEAR BOYS（児島章男）
- はじめの一歩 Champion Road（練習生B）
- ポケットモンスター サイドストーリー（職人）

2004年
- かいけつゾロリ（打者、衛兵）
- 絢爛舞踏祭 ザ・マーズ・デイブレイク（地球軍兵士）
- サムライチャンプルー（宗之助）
- 蒼穹のファフナー Dead Aggressor（通信員）
- 鋼の錬金術師（男A）
- 爆裂天使（男1）
- ふたりはプリキュア（木俣）
- 舞-HiME（教師、執行部員、看護師、客、高野先生、店員）
- 美鳥の日々（子分D、不良4）
- モンキーターンV（石野政治）

2005年
- 巌窟王（記者2）
- 新釈 眞田十勇士
- 好きなものは好きだからしょうがない!!（不良）
- ゾイドジェネシス（バイツ少尉、老人A）
- ふしぎ星の☆ふたご姫（ニャムル）
- ふたりはプリキュア Max Heart（木俣）
- 雪の女王 〜THE SNOW QUEEN〜（花屋）

2008年
- ゴルゴ13（サックス奏者）

2009年
- 極上!!めちゃモテ委員長（上級生）

2010年
- イナズマイレブン（ビヨン・カイル）

### OVA
- With You 〜みつめていたい〜（2000年、不良B）
- 銀河英雄伝説外伝 奪還者（2000年）
- 真ゲッターロボ対ネオゲッターロボ（2000年、ネーサーオペレーター、情報将校）
- アーリーレインズ（2003年、手下）

### 劇場アニメ
- 劇場版ポケットモンスター アドバンスジェネレーション 七夜の願い星 ジラーチ（2003年、ポケモンたち）
- 劇場版 とっとこハム太郎 はむはむぱらだいちゅ! ハム太郎とふしぎのオニの絵本塔（2004年、すっしーず）
- 劇場版ポケットモンスター アドバンスジェネレーション 裂空の訪問者 デオキシス（2004年、研究員）
- 映画 ふたりはプリキュア Max Heart（2005年、木俣）
- 映画 ふたりはプリキュア Max Heart 2 雪空のともだち（2005年、木俣）

### ゲーム
2002年
- 神機世界エヴォルシア

2003年
- ヴィオラートのアトリエ 〜グラムナートの錬金術士2〜（ロードフリード・サンタール）
- ロックマンエグゼ トランスミッション（ファイアマン）

2004年
- ヴァンパイアパニック（市民）
- 幕末恋華 新選組（大石鍬次郎、松平容保）
- バーチャファイター サイバージェネレーション 〜ジャッジメントシックスの野望〜（シャット）
- プリンセスメーカー2（クスクス）

2005年
- カフェ・リンドバーグ -summer season-（篠原智裕）
- コロッケ!DS 天空の勇者たち（クスクス）
- F.E.A.R. 日本語版（ニュースキャスタ）

2006年
- イリスのアトリエ グランファンタズム（ユアン・クライネス）
- ヴァルハラナイツ（エルフ男）
- ファイナルファンタジーXII（トメシ）

2007年
- グローランサーVI（マクスウェル）
- 召喚少女 〜ElementalGirl Calling〜（バロー）
- 幕末恋華・花柳剣士伝（大石鍬次郎）

2008年
- 幕末恋華・新選組DS（大石鍬次郎、松平容保）

2010年
- イナズマイレブン3 世界への挑戦!!（ビヨン・カイル）
- Solatorobo それからCODAへ（ベルーガ・ダミアン）

### 吹き替え

#### 映画
- インディ・ジョーンズ/最後の聖戦（若き日のインディ）※WOWOW版
- インティマシー（トム）
- ヴィレッジ
- キャスパー ※DVD・BD版
- クィーン・オブ・ソード（グリシャム大尉）
- K-19
- シャドウ・オブ・ヴァンパイア（ポール）
- ハイスクール・ミュージカル
- ハイスクール・ミュージカル2
- 光の旅人 K-PAX
- ピアニスト（ナプラウニク）
- メイド・イン・マンハッタン ※ソフト版

#### テレビドラマ
- ER緊急救命室 第7シーズン（スティーブ）
- ER緊急救命室 第9シーズン（マリッシ）
- 騎馬警官第2シーズン（デイビッド）
- CSI:科学捜査班 第1シーズン（ボビー）
- CSI:科学捜査班 第2シーズン（デニス・フラム）

#### アニメ
- アトランティス 帝国最後の謎
- きかんしゃトーマス（ピーター･サム）※テレビ東京版
- 装甲救助部隊レストル（アールサット・クルー、オペレーター）
- ティーン・タイタンズ（アクアラッド）

### ドラマCD
- Apocripha/0 Passion Flower（村人B）
- キス・キス（和田嘉國）※ちゃお2004年12月号付録
- GetBackers-奪還屋-神の記述編I ～Divine Revelation～（人形の声A、家庭教師）
- GetBackers-奪還屋-神の記述編II ～the place of a god's death～（警備員A）
- 真・女神転生III-NOCTURNE（同級生B）
- セイント・ビースト
  - コメディドラマCD 第1巻（チーマーB）
  - ドラマCD第6巻 SATISFACTION～贖罪～（神官）
  - ドラマCD第7巻 CONVICTION～浄罪～（神官B＆村人B）
  - ドラマCD第8巻 CORRECTION～虜囚～（神官C）
  - ドラマCD第9巻 CREATION～結束～（神官C）
- っポイ!WAKU-WAKUドラマCD（鈴木）※メロディ2004年6月号応募者全員サービス
- 鋼の錬金術師コミックCDコレクションVol.2 偽りの光 真実の影（手下A）
- BEAST of EAST 異聞・東方眩暈録（配下）
- BUS GAMER（対戦者）
- ファイナルファンタジータクティクスアドバンス"RADIO EDITION～Complete Version～"（バンガ族）
- やきそば!〜やきもち妬くけどそばにいたい!〜（安部春彦）

### BLCD
- タクミくんシリーズ 愛しさの構図＆てのひらの雪～10th Anniversary Complete Edition～（役名表記なし）※10th Anniversary Complete Edition全巻購入特典CD
- 子供の領分7 怪物君パニック（役名表記なし）
- カフェ・リンドバーグ サウンドトラック×ドラマディスク 智裕×拓実 編（篠原智裕）
- ゴーゴー僕たち（男子生徒D）
- くされ縁の法則シリーズ（黒崎）
  - トライアングル・ラブ・バトル〜くされ縁の法則〜
  - 熱情のバランス〜くされ縁の法則2〜
- SEX PISTOLS 2（DJ）
- ホーム・スウィート・ホーム（鈴木基）
- 優しくて棘があるMELLOW〜眠れぬ夜は狂おしく〜 （同級生B）
- やんなっちゃうくらい愛してる（男子生徒）
- 夜まで待てない。〜いつでも、一緒に!〜（怪しい男）

### 音楽CD
- 幕末恋華 花柳剣士伝キャラクターソング Vol.1(大石鍬次郎)

### 舞台
- 81ドラマティックカンパニー／ドラマティックカンパニー公演
  - 陽だまりの樹〜第一楽章〜（適塾塾生）
  - 十一ぴきのネコ（にゃん九）
  - ハッピーライド'06（川島直人）
  - 居残り佐平次 〜次郎長恋の鞘当て〜（喜助）

### 実写
- 幕末恋華 花柳剣士伝 恋華の宴・寿 イベントDVD

### その他コンテンツ
- AD.2032.7.23 戦闘宙域 cosmic battle space orbit of Halley's comet※ トップをねらえ!DVD版特典映像
- コバルト ときめきテレフォン（連城）
  - 赤の神紋第三章 PART1
  - 赤の神紋第三章 PART2
  - 赤の神紋第四章 PART1
- 少女コミックプレミアムビデオ P-クリップ 真珠の鎖(左恭)※少女コミック2003年14号応募者全員サービス
- 少女コミック デジタルコミック P-クリップ DVD レンアイ至上主義(早坂碧樹)※少女コミック2003年7 - 9号応募者全員サービス
- レンアイ至上主義 スペシャルデジタルコミックDVD(早坂碧樹)※コミック5巻 特別版付録
- ファイナルファンタジータクティクスアドバンスpresents RADIO MAGAZINE WHAT'S IN?（バンガ族）※TOKYO FM「RADIO MAGAZINE WHAT'S IN?」番組内のラジオドラマ
- 未来への教室 ABUロボコン2005北京大会　熱闘!日本初優勝への道（ボイスオーバー）
- 新・真夜中の王国（ナレーション）
- 日立 世界・ふしぎ発見!（ボイスオーバー）
- NIPPON@WORLD（ボイスオーバー）
- 食と旅のフーディーズTVマンスリーハイライト
- あの歌がきこえる

### シリーズ一覧
1. ↑  第1シリーズ（2002年 - 2003年）、第2シリーズ『AXESS』（2003年 - 2004年）、第3シリーズ『Stream』（2005年）、第5シリーズ『BEAST+』（2006年）